# Bernay
Bernay je naselje in občina v severozahodni francoski regiji Zgornji Normandiji, podprefektura departmaja Eure. Naselje je leta 2008 imelo 10.480 prebivalcev.

## Geografija
Naselje leži v pokrajini Normandiji ob sotočju rek Charentonne in Cosnier, 15 km od središča departmaja Évreuxa.

## Uprava
Bernay je sedež dveh kantonov:
- Kanton Bernay-Vzhod (del občine Bernay, občine Carsix, Corneville-la-Fouquetière, Fontaine-l'Abbé, Menneval, Saint-Aubin-le-Vertueux, Saint-Clair-d'Arcey, Saint-Léger-de-Rôtes, Serquigny),
- Kanton Bernay-Vzhod (del občine Bernay, občine Caorches-Saint-Nicolas, Courbépine, Malouy, Plainville, Plasnes, Saint-Martin-du-Tilleul, Saint-Victor-de-Chrétienville, Valailles).

Naselje je prav tako sedež okrožja, v katerem se poleg njegovih dveh nahajajo še kantoni Amfreville-la-Campagne, Beaumesnil, Beaumont-le-Roger, Beuzeville, Bourgtheroulde-Infreville, Brionne, Broglie, Cormeilles, Montfort-sur-Risle, Pont-Audemer, Quillebeuf-sur-Seine, Routot, Saint-Georges-du-Vièvre in Thiberville.

## Zanimivosti
- opatijska cerkev Notre-Dame de Bernay iz začetka 11. stoletja,
- Muzej lepe umetnosti,
- Muzej vozov.

## Pobratena mesta
- Canal Winchester (Ohio, ZDA),
- Cloppenburg (Spodnja Saška, Nemčija),
- Haslemere (Anglija, Združeno kraljestvo),
- Jennings (Louisiana, ZDA).